# Myroconger pietschi
Myroconger pietschi — вид вугроподібних риб родини Myrocongridae. Описаний у 2021 році.

## Поширення
Вид поширений на південному заході Атлантики біля узбережжя Бразилії. Виявлений на банці Аракаті у Північно-Бразильському підводному хребті біля штату Сеара.